# Psychropotes longicauda
Psychropotes longicauda is een zeekomkommer uit de familie Psychropotidae.
De wetenschappelijke naam van de soort werd in 1882 gepubliceerd door Johan Hjalmar Théel.

## Synoniemen
- Psychropotes buglossa Perrier, 1886
- Psychropotes dubiosa Ludwig, 1893
- Psychropotes raripes Ludwig, 1893
- Psychropotes fucata R. Perrier, 1896
- Psychropotes grimaldii Hérouard, 1896
- Psychropotes brucei Vaney, 1908
- Psychropotes laticauda Vaney, 1908
- Euphronides dyscrita A.H. Clark, 1920
- Nectothuria translucida Belyaev & Vinogradov, 1969